# Haitam Aleesami
Haitam Aleesami (ur. 31 lipca 1991 w Oslo) – norweski piłkarz występujący na pozycji obrońcy. Reprezentant Norwegii.

## Kariera klubowa
Swoją karierę piłkarską Aleesami rozpoczął w klubie Holmlia SK. Następnie podjął treningi w klubie Skeid Fotball z Oslo. W 2010 roku awansował do kadry pierwszej drużyny i w sezonie 2010 zadebiutował w niej w norweskiej 2. divisjon. W Skeid grał do połowy 2012 roku. Wtedy też odszedł do grającego w Tippeligaen, Fredrikstad FK. Zadebiutował w nim 5 sierpnia 2012 w wygranym 2:0 domowym meczu z Tromsø IL. Na koniec 2012 roku spadł z Fredrikstad do 1. divisjon. We Fredrikstad grał do końca 2014 roku.
Na początku 2015 roku Aleesami przeszedł do szwedzkiego klubu IFK Göteborg. W Allsvenskan swój debiut zaliczył 5 kwietnia 2015 w wygranym 1:0 domowym meczu z Åtvidabergs FF. W maju 2015 wystąpił w wygranym 2:1 finale Pucharu Szwecji z Örebro SK. W sezonie 2015 został z IFK wicemistrzem Szwecji.
Od października 2020 roku do lata 2021 był piłkarzem FK Rostów.

## Kariera reprezentacyjna
W reprezentacji Norwegii zadebiutował 10 października 2015, w wygranym (2:0) meczu z Maltą, rozegranym w ramach eliminacji do Euro 2016.